# Timor oriental aux Jeux olympiques d'hiver de 2018
Le Timor oriental participe aux Jeux olympiques d'hiver de 2018 à Pyeongchang en Corée du Sud. Il s'agit de sa deuxième participation à des Jeux d'hiver avec le même seul athlète qui avait participé à la compétition de slalom lors des épreuves de ski alpin. 
La délégation comprend 4 personnes

## Participation
Le seul athlète à prendre part à la compétition est le skieur alpin Yohan Goutt Goncalves.
Aux Jeux olympiques d'hiver de 2018, un seul athlète de l'équipe du Timor oriental a participé aux épreuves suivantes : 
| Sport     | Hommes | Femmes | Total |
| --------- | ------ | ------ | ----- |
| Ski alpin | 1      | 0      | 1     |
| Total     | 1      | 0      | 1     |

## Épreuves de ski alpin

### Slalom hommes
| Athlète               | Épreuve | Manche 1 | Manche 1 | Manche 2 | Manche 2 | Total | Total |
| Athlète               | Épreuve | Temps    | Rang     | Temps    | Rang     | Temps | Rang  |
| --------------------- | ------- | -------- | -------- | -------- | -------- | ----- | ----- |
| Yohan Goutt Goncalves | Slalom  | DNF      | DNF      | DNF      | DNF      | DNF   | DNF   |